# Salmas
Salmās (Salamas, (pers.: سلماس), także Szahpur, Dīlman i Dīlmaqān) − miasto w prowincji Azerbejdżan Zachodni w Iranie.
W mieście i jego okolicach miała miejsce tzw. eksterminacja Asyryjczyków w okresie I wojny światowej.